# Porte Rambuteau
La porte Rambuteau est une voie située dans le 1er arrondissement de Paris, en France.

## Situation et accès
Accès au niveau du sol, conduisant au secteur Forum Central des Halles (Forum des Halles) et ensemble des escaliers et des paliers (places desservant des magasins et diverses voies) des différents niveaux situés à la verticale de cet accès, la porte Rambuteau comporte les tronçons suivants :
1. 1er tronçon : 99, rue Rambuteau ;
2. 2e tronçon : au niveau -1, desservant le Grand Balcon ;
3. 3e tronçon : au niveau -2, desservant le passage de la Réale ;
4. 4e tronçon : au niveau -3, entre la rue des Piliers, la rue des Bons-Vivants et la rue de l'Équerre-d'Argent.

## Origine du nom
La porte tient son nom de la rue Rambuteau qu'elle dessert, laquelle porte le nom de Claude-Philibert Barthelot de Rambuteau (1781-1869), préfet de la Seine.

## Historique
Cet accès a été créé lors de l’aménagement du secteur Forum Central des Halles (Forum des Halles).